# مرشدقلی خان استاجلو
مرشدقلی خان استاجلو از امرای قزلباش طایفهٔ یکان استاجلو و فرزند شاه قلی سلطان یکان استاجلو بود. مرشدقلی خان استاجلو نقش بسیار مهمی در به پادشاهی رساندن عباس میرزا (بعداً شاه عباس یکم) داشت. او در آغاز «سلطان» بود و سپس به «خان» ترفیع یافت. بنابراین گاهی او را «مرشدقلی سلطان» نیز می‌نامند.

## حکومت سیستان، باخرز و خواف و لقب خانی
وی در زمان شاه اسماعیل دوم و پس از کشته شدن پدرش به حکومت سیستان رسید. مرشدقلی سلطان استاجلو پس از تاجگذاری شاه محمد خدابنده به حکمرانی باخرز و خواف منصوب شد و لقب خانی گرفت.

## اتحاد با «علی‌قلی بیگ گورکان شاملو»
پس از نافرجام ماندن قتل عباس میرزا، خیرالنساء بیگم (مادر وی) حکمی برای علی‌قلی بیگ گورکان شاملو مبنی بر بازگرداندن عباس میرزا به قزوین فرستاد. علی‌قلی بیگ گورکان شاملو و دیگر امرای قزلباش که بیشتر از طوایف استاجلو و شاملو بودند به دلیل قدرت‌نمایی در برابر دیگر امرای قزلباش پایتخت که بیشتر از اقوام تکلو و ترکمان بودند و همچنین به بهانهٔ قوی ماندن خراسان در مقابل یورش ازبک‌ها، با ارجاع عباس میرزا مخالفت کردند. در این خصوص علی‌قل‍ی بیگ گورکان شاملو و مرشدقلی خان استاجلو هم‌پیمان شدند.

## مخالفت با مرتضی‌قلی خان پرناک ترکمان
از میان حکمرانان خراسان، مرتضی‌قلی خان پرناک ترکمان بر خلاف علی‌قلی بیگ گورکان شاملو و مرشدقلی خان سلطان استاجلو، موافق بازگشت عباس میرزا از هرات به قزوین بود.

## محاصرهٔ قلعهٔ نیشابور
محاصرهٔ قلعهٔ نیشابور نبردی بود که در سال ۱۵۸۱ میلادی و مابین دو سپاه یکی به فرماندهی  مرتضی‌قلی خان پرناک ترکمان و درویش محمدخان روملو و به حمایت حکومت مرکزی صفویه (شاه محمد خدابنده) و دیگری به فرماندهی علی‌قلی‌بیگ گورکان شاملو و مرشدقلی خان استاجلو و به حمایت عباس میرزا روی داد.

## محاصرهٔ قلعهٔ تربت
محاصرهٔ قلعهٔ تربت نبردی بود که در سال ۱۵۸۲ میلادی و مابین دو سپاه یکی حکومت مرکزی صفویه (شاه محمد خدابنده) و دیگری به فرماندهی علی‌قلی بیگ گورکان شاملو و مرشدقلی خان استاجلو و به حمایت عباس میرزا روی داد. در این نبرد قلعهٔ تربت توسط شاه محمد خدابنده محاصره شد. نتیجهٔ نبرد و محاصرهٔ قلعهٔ تربت، مصالحهٔ ظاهری مرشدقلی خان استاجلو و شاه محمد خدابنده بود.